# The Better Half (historieta)
The Better Half  (La Cara Mitad en algunos países hispanohablantes) es el título de una tira cómica creada por Bob Barnes. Ha sido publicada desde 1956, y en 1958 su creador ganó un reconocimiento por ella. James Coco y Lily Tomlin hicieron una sitcom basado en dicha tira en la  American Broadcasting Company a principios de la década de 1970, pero no ha hecho serie alguna.

## Escritores
Varios han trabajado en la tira: el mismo Bob Barnes (1956-1972), Ruth Barnes y Dick Rogers (1973-1979), Vinnie Vinson (1979-1982), y Randy Glasbergen (desde 1982). Entre 1982 y 1992 Glasbergen escribió con el seudónimo de "Jay Harris", para no confundir a quienes ya estaban familiarizados con el humor y estilo de dibujo originales que lo distinguían. Cuando fue capaz de transformar a los personajes a su estilo retomó su nombre original. Durante la transición, Stanley perdió estatura respecto a Harrite y se quitó el bigote.

## Historieta
La historia trata de la vida del viejo matrimonio sin hijos formado por Stanley y Harriet Parker y quienes se dirigen sardónicos comentarios mutuos aunque el fondo todavía se aman.

## Personajes
- Stanley Parker - el esposo, es gordo y originalmente tenía bigote.
- Harriet Parker - la esposa, de complexión delgada. Su apellido de soltera es Harris.